# Hemirhagerrhis viperina
Hemirhagerrhis viperina är en ormart som beskrevs av Bocage 1873. Hemirhagerrhis viperina ingår i släktet Hemirhagerrhis och familjen snokar. Inga underarter finns listade i Catalogue of Life.
Denna orm förekommer i sydvästra Angola och nordvästra Namibia. Honor lägger ägg.